# Oleg Germanovics Artyemjev
Oleg Germanovics Artyemjev (oroszul: Олег Германович Артемьев), Riga, 1970. december 28.–) az Orosz Szövetségi Űrügynökség lett nemzetiségű űrhajósa. Az RKK Enyergija-15 űrhajós kiképzési csapatba 2003-ban került be.

## Tanulmányai
1990-ben végezte el a tallinni műszaki szakközépiskolát. Utána bevonult katonának a szovjet hadseregbe, Litvániában, Vilniuszban szolgált 1991-ig. 1998-ban diplomát szerzett a moszkvai Bauman Műszaki Egyetemen.

## Űrhajós karrier
2003. május 29-én beválasztották az RKK Enyergija (RKKE-15) űrhajós kiképző csapatába. A kiképzése 2003. június 16-tól 2005. június 28-ig tartott. Legénységi tagja volt a Mars-500 programnak, egy 15 napos és egy 105 napos ciklusban.
Első űrrepülése a Szojuz TMA–12M fedélzetén 2014. márciusában lesz a kazahsztáni Bajkonuri Űrrepülőtérről.

## Űrrepülések
2014: Szojuz TMA–12M fedélzeti mérnöke

### Tartalék személyzet
Szojuz TMA–10M fedélzeti mérnöke